# Escudo de la ciudad de Guatemala
El escudo de la ciudad de Guatemala (también escudo de la Nueva Guatemala de la Asunción o escudo de Santiago de Guatemala) es un símbolo heráldico que representa a la Nueva Guatemala de la Asunción, capital de Guatemala. Es utilizado también por el municipio de Antigua Guatemala y en versiones diferentes por Ciudad Vieja y Santiago Sacatepéquez.
Fue concedido el 28 de julio de 1532 por la reina Juana I de Castilla a la ciudad de Santiago de los Caballeros de Guatemala cuando se encontraba establecida en la actual Ciudad Vieja. Posteriormente la ciudad tuvo que ser trasladada a otras ubicaciones y siguió manteniendo su escudo hasta la actualidad.

## Historia
El 25 de julio de 1524 el conquistador Pedro de Alvarado fundó la villa de Santiago de Guatemala en Iximché, cerca de Tecpán Guatemala. Después de diversas sublevaciones de los kaqchikeles el encargado de la ciudad Jorge de Alvarado decidió trasladarla a otra ubicación, siendo esta en el valle de Almolonga en las faldas del Volcán de Agua.
Ocho años después de la fundación de la ciudad la reina Juana I bajo la regencia de Carlos I le concedió un escudo a la ciudad en la que se representaba al apóstol Santiago y 3 volcanes.
La ciudad fue destruida por un alud que provocó una tormenta la noche del 11 de septiembre de 1541, esta tragedia provocó la muerte de varias personas, entre estas Beatriz de la Cueva, gobernadora y viuda de Pedro de Alvarado. Dicha situación hizo que las autoridades solicitaran el traslado de la ciudad a otra ubicación.
El 10 de marzo de 1543 se trasladó oficialmente al valle de Panchoy con sus autoridades, títulos y patronazgos, y estuvo asentada allí por más de 200 años hasta que una serie de terremotos provocaron su destrucción en 1773 y ante la imposibilidad de reconstruirla se ordenó en enero de 1774 su traslado al valle de la Ermita.
A partir de allí se comenzaron preparativos para el nuevo traslado que se oficializó el 2 de enero de 1776 cuando el ayuntamiento realizó su primera reunión en dicho lugar. Este traslado se hizo con todas sus autoridades, habitantes, títulos, símbolos y patronazgos por lo tanto el escudo siguió perteneciendo a dicha ciudad. En mayo de ese año por disposición del rey Carlos III la ciudad cambió de nombre a Nueva Guatemala de la Asunción y así ha sido conocida desde entonces. El 24 de julio de 1774 por primera vez se utilizó el término de antigua Guatemala para referirse a la ciudad destruida en 1773, a partir de allí pasó a ser villa y permaneció abandonada sin ninguna importancia aunque algunos habitantes seguían viviendo allí ante la negativa de trasladarse a la nueva ubicación.

### Real cédula
De acuerdo a la real cédula realizada en 1532 le fue otorgado el escudo:

REAL CÉDULA

Del 28 de julio de 1532
'

Don carlos por la divina clemencia, emperador de los romanos augusto rey de alemania. Doña Johann su madre y el mismo don carlos por la gracia de Dios, reyes de castilla, de leon, de aragon, de las doss cecilias, de jherusalem, de Toledo, la Navarra, de granada, de valencia, de gallizia, de Mallorca, de Sevilla de Cerdeña, de cordova, de Córcega, de Murcia, de jahen, de loa algarves, de algezira, de Gibraltar y de las Yzlas de canarias y de las Yndias, Yslas y tierra firme del mar océano; condes de Barcelona, y señores de la Vizcaya de molina, duques de athenas y de archiduque de Austria, duques de borgoña y de bravante, condes deflandes y de tiro y etcétera:

Por quanto graviel de cabrera en nombre del consejo, justicia regidores, caballeros escuderos, oficiales y omes buenos de la ciudad de Santiago de la provincia de Guatimala, nos hizo relacion que después que la dicha ciudad y provincias fue ganada por los xipianos españoles nuestros vasallos en nro. Nombre, hasta agora no avemos mandado dar ni señalar armas e divisa que truxesen en sus pendones e pusiesen en sus sellos y en otras partes dopnde las ciudades y villas destos reynos las acostumbrban poner a traer y nos suplico y pido por merced, diesemos y señalasemos armas a esa dicha ciudad, para que truxese en los dichos pendones y pusiesen en los sellos y en las otras cosas, partes e lugares donde fuese necesario.
Y nos considerando como la dicha ciudad es el mas princial pueblo, que hasta agora en la dicha provincia se ha hallado poblado, que esperamos que sera servicio de nro. Señor y ensalzamiento de su santa fe católica y honra y acrecentamiento de nuestros reynos, acatando los trabajos e fatigas e peligros que en ganilla los xipianos españoles nuestros basallos han passado e sus servicios y porque es cosa justa y razonable que los que bien sirven sean hontrados y favorecidos de sus principes, por la mucha voluntad que aremos quie la dicha sean mas ennoblecida y honrada tuvimoslo por bien y por la presente hazemos merced y señalamos que tenga por sus armas conocidas:
1. un escudo hecho dos partes, de la mitad de medio arriba un sactiago a caballo armado en blanco, con una espada desnuda en campo colorado, a cuya devocion fue edificada la dicha cibdad y en la otra mitad de medio abaxo tres sierras altas, la de en medio que heche unas llamas de fuego e piedras de fuego que descieden para ella y las dos de las esquinas con unas omzes de oro y unos arboles sembrados por ellas en señal de esfuerzo y vitoria que los xipianos, despues que ovieron ganado e descubierto las dichas peñas, debaxo de las quales edificaron el dicho pueblo y cibdad y por orla ocho veneras de oro en campo azul, en un escudo atal como este.
2. Las cuales dichas armas e devisa damos a dicha ciudad por sus armas conocidas, para que las podais traer, poner y traigais y pongais en los pendones e sellos y escudos y banderas Della y en las otras partes donde quisieredes y fuere menester, según u como y de la forma y manera que las traen y ponen otras ciudades destos nuestros Reynos de Castilla, a quienes thenemos dadas armas.

Y por nuestra carta mandamos al ilustrísimo principe don phelipe nuestro muy caro y nuy amado hijo y nieto y a los ynfantes, duques, marquenses, prelados, condes, ricos, omes maestres de la s hordenes, priores, coendaderos, y subcomendadores, alcaldes de lso castillso e casa fuertes e llanas y a los del nuestro consejo, presidentes e oidores de las nuestras abdiebcias, alcaldes, alguaziles de la nuestra casa e corte y chancgillerias, e a los gobernadores y capitanes y justicias y otros nuestros oficiales de las nuestras yndias yslas y tierras firme del mar océano a los consejos, merinos y otras justicias y oficiales quales quiera de todas las ciudades, villas e lugares de los nuestros reynos e soñorios y cada uno y cualquier dellos e a otros cualesquier persona nuestros subditos e naturales, que nos guarden y cumplan, e hagan guardar e cumplir esta nuestra carta, e a la merced en todo y por todo, segund que en ella se contiene; e contra el tenor y forma de lla vos nos vayan, nin pasen, nin consientan ir, nin passar en tiempo algunon nin por alguna menera, so pena de la muerte merced y de diez mil maravedis para la nuestra camara a cada uno que lo contrario hiziere.
E demas mandamos al que les esta dicha nuestra carta mostrarse o el traslado Della signado de escribano publico, como dicho es, que los emplaze que parescan antes nos en la nuestra corte doquier que nos fucramos, del dia que los emplazare fasta quinze dias primeros siguientes a la dicha pena, a la qual mandamos a cualquier escribano publico que para esto fuere llamado, que de ende al que vos lo mostrare testimonio signado con su signo por que nos sepamos en como se cumple nuestro mandato.
Dada en al villa de medina del campo xxiij, dias del mes de julio año del nacimiento de nuestro Salvador jhuxpo de mill e quinientos y treinta e doss años.
Yo La. Reyna

Yo Joan de Samano Secretario de sus cesareas y católicas majestades la fixe escribir por mandado de su majestad.

## Descripción
El escudo que representa a la ciudad de Guatemala, se encuentra dividido en dos cuadrantes.
- El blasón está dividido en dos por una línea. A este tipo de escudos la heráldica los conoce como «cortados».

- En el superior se observa, sobre un fondo rojo, la figura ecuestre de Santiago El Mayor, que viste de caballero medieval de la Orden de Caballeros de Santiago.[5]
- En el cuadrante inferior se observan tres volcanes que representan a los tres principales volcanes de Guatemala, Agua, Fuego y Acatenango. El volcán de Fuego se encuentra en el centro, en erupción y los otros dos, colocados a los lados se encuentran inactivos y coronados por una cruz y árboles en señal del esfuerzo de los cristianos, y de todas las personas de buena voluntad, de sembrar paz y alegría en la urbe recién fundada.
- Debajo de la ubicación de los volcanes se encuentran árboles que significa que al pie de estos fue fundada la ciudad.[1][4]
- En la orla del escudo van ocho veneras de oro —símbolo del peregrino jacobeo— en campo azul. Una venera es una insignia dada a los caballeros de las órdenes militares.

## Aclaración
Legal e históricamente el escudo le pertenece a la actual capital de Guatemala, sin embargo en la Antigua Guatemala lo han usado como propio, inciso en algunas publicaciones afirman que fue entregado a dicha ciudad en 1532 pero en ese momento la ciudad no estaba asentada en dicho lugar. A pesar de que también lo usan en Santiago Sacatepéquez y Ciudad Vieja, la municipalidad de Guatemala no ha reclamado la exclusividad a pesar de pertenecerle completamente.

## Otras versiones

Escudo utilizado durante la colonia.
Otra versión de escudo colonial. También utilizado por Ciudad Vieja sin la corona y capa trasera.
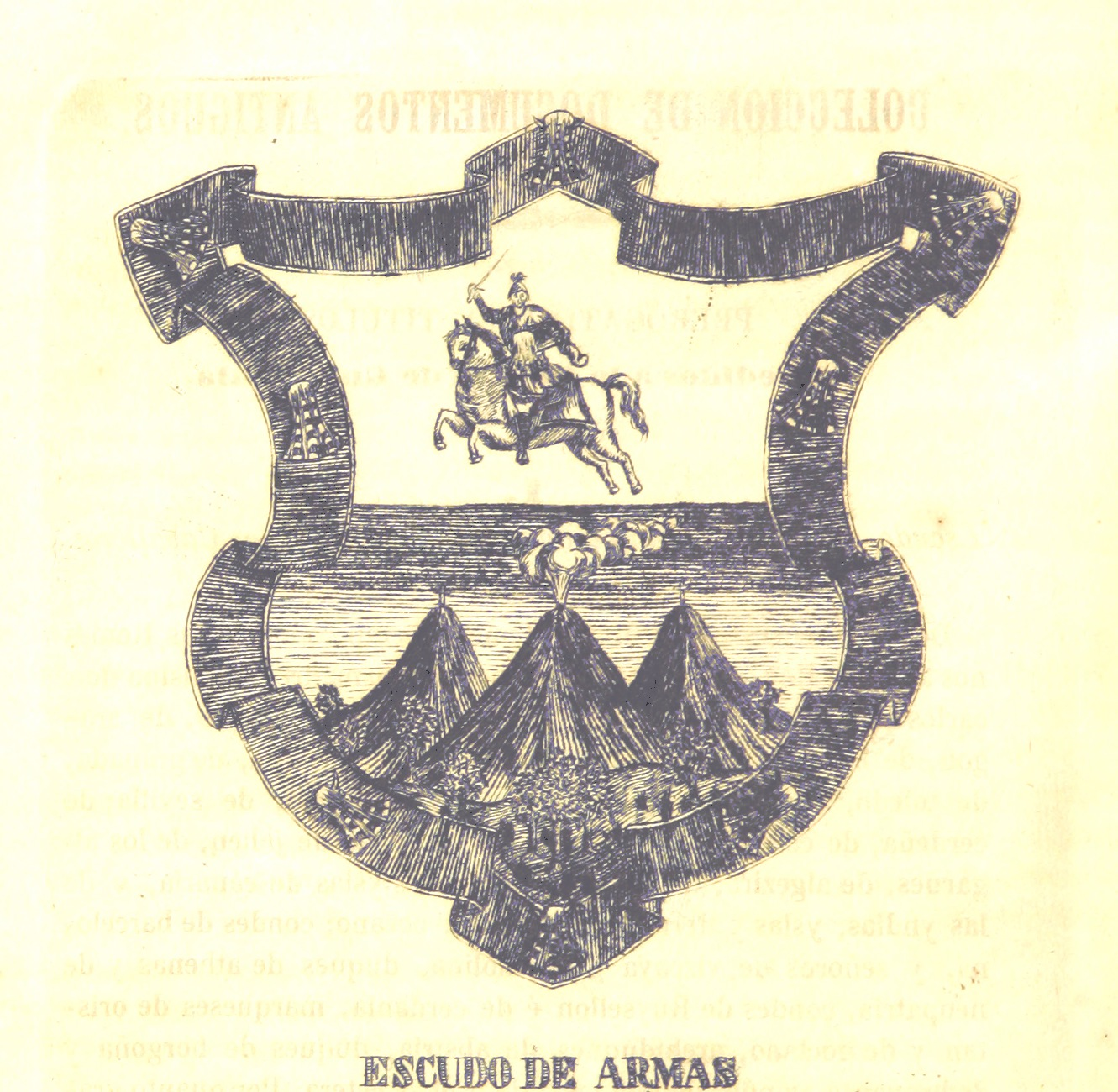
Escudo utilizado por el ayuntamiento de Guatemala después de la independencia.
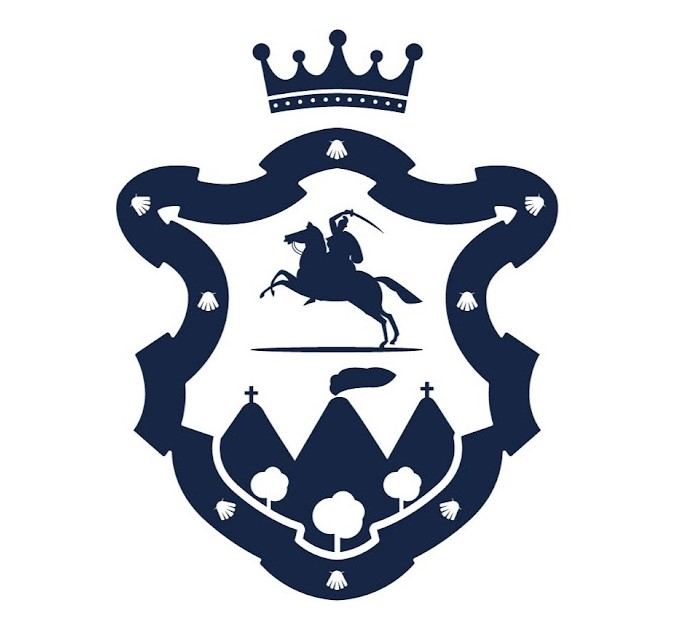
Escudo utilizado por el Ayuntamiento de la Antigua Guatemala desde 2020.